# Albina Osipowich
Albina Lucy Osipowich, també coneguda com a Albina Osipowich Van Aiken, (Worcester, Estats Units 1911 - ? 1964) fou una nedadora nord-americana, guanyadora de dues medalles olímpiques d'or.

## Biografia
Va néixer el 26 de febrer de 1911 a la ciutat de Worcester, població situada a l'estat de Massachusetts, en una família d'arrels lituanes o belarusses. Es casà amb Harrison Van Aken, del qual adoptà el cognom. Va morir el 6 de juny de 1964.

## Carrera esportiva
Va participar, als 17 anys, en els Jocs Olímpics d'Estiu de 1928 realitzats a Amsterdam (Països Baixos), on va aconseguir guanyar la medalla d'or en la prova dels 100 metres lliures i en els relleus 4x100 m. lliures, al costat d'Adelaide Lambert, Martha Norelius i Eleanor Garatti, establint un nou rècord del món amb un temps de 4:47.6 minuts.
El 25 d'agost de 1929 establí un nou rècord del món dels 100 metres lliures, establint el crono en 1:09.4 minuts, un rècord que fou superat el 14 de març de 1930 per Helene Madison (1:08.0 minuts).
El 1933 es va graduar al Pembroke College (Brown University) a Providence, Rhode Island, on va jugar a hoquei sobre herba i va continuar nedant com a afició. Més tard va treballar es va casar amb el jugador de bàsquet Harrison Van Aken. El 1984 fou inclosa al Brown Athletic Hall of Fame.